# Biserica de lemn din Tisa, Hunedoara

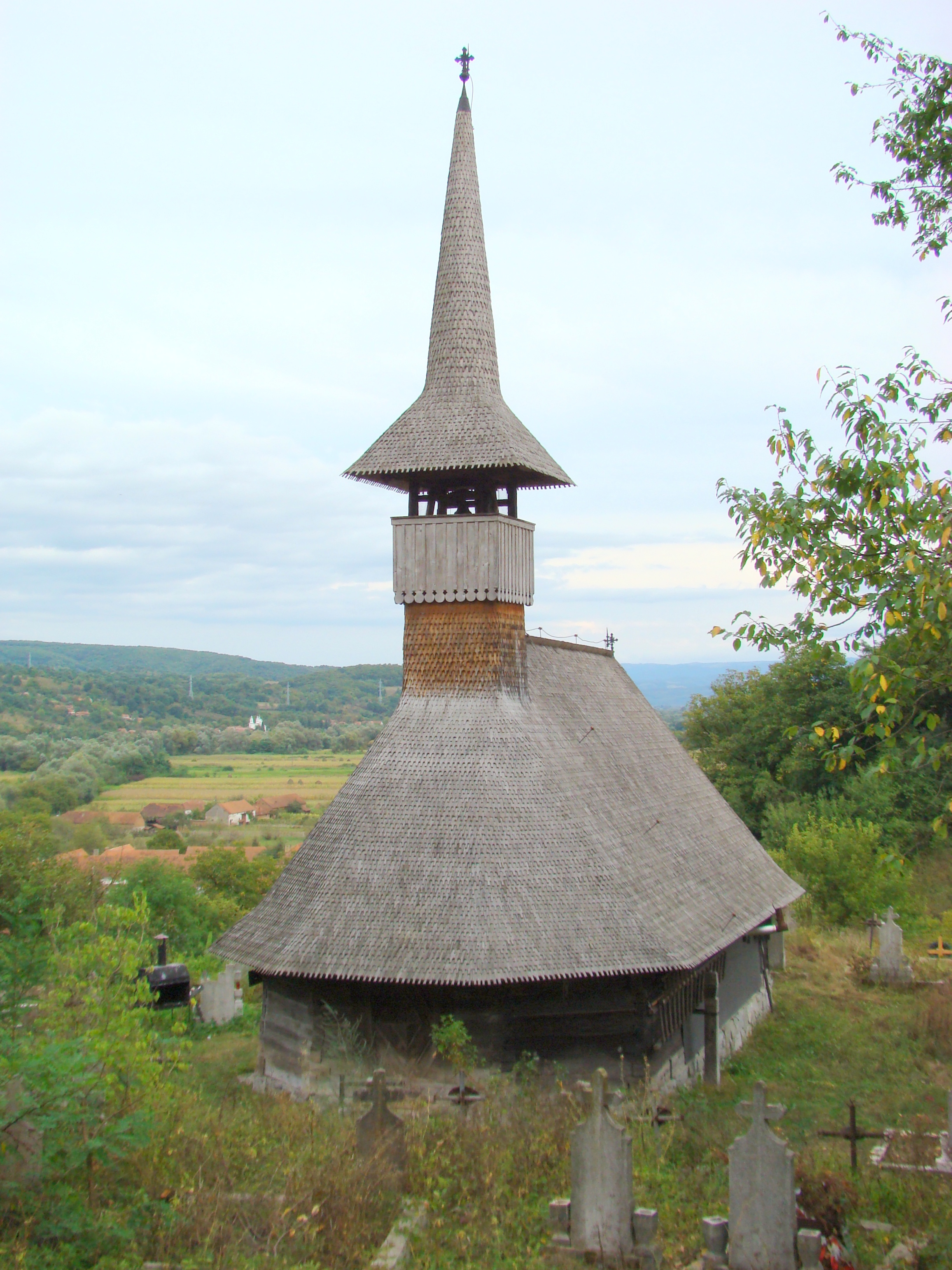
Biserica de lemn din Tisa, comuna Burjuc, județul Hunedoara, foto: septembrie 2009.

Biserica de lemn din Tisa, comuna Burjuc, județul Hunedoara a fost ridicată în secolul XVIII. Are hramul „Pogorârea Sfântului Duh”. Biserica se află pe lista monumentelor istorice, cod LMI HD-II-m-A-03464.

## Istoric
În anul 1748 în satul Chelmac din județul Arad este construită o frumoasă biserică din lemn, de către meșteri moți.
Se presupune că la construirea bisericii a participat și Horea, deoarece ea păstrează proporțiile interioare și exterioare ale bisericii din Cizer, fiind construită la fel ca și aceasta fără a fi folosit alt material în afara lemnului. Toate îmbinările sunt făcute deosebit de precis și acolo unde a fost necesar s-au folosit cuie din lemn. Diferențele sunt date doar de amprenta timpului sau locului unde au fost construite. Din vechea biserică s-au păstrat la Chelmac ușile împărătești și diaconești, chivotul și o icoană a Maicii Domnului datand de la 1746.
Strămutarea acestei biserici în satul Tisa s-a făcut cu ajutorul plutelor și cu un efort deosebit, pe o distanță de aproximativ 70 de km, dinspre aval în amontele Mureșului. Transportul pe apă era posibil pentru că marginile Mureșului erau curățate pe vremea împărătesei Maria Tereza. Pluta sau plutele ce transportau biserica erau trase de pe malul apei de boi. Acest lucru s-a petrecut la nici patru ani de la răscoala lui „Horea, Cloșca și Crișan” în anul 1788 sau anterior acestuia și nu în anul 1815, așa cum s-a crezut.
Anul 1788 reiese din anul donației bisericii din Tisa către satul Abucea, comunitate ce nu avea biserică. Este de la sine înțeles că biserica nu a fost donată, decât după ce comunitatea avea o altă biserică. Aceasta se află și acum în această localitate în locul în care a fost amplasată inițial, dar nu mai este folosită, locuitorii acestui sat construindu-și altă biserică.
În anul 1793 biserica este pictată, iar pe bolta interioară este expusă scena tragerii lui Horea pe roată, element unic în România. Nici măcar în Țara Moților, locul de unde a pornit răscoala, nu a îndrăznit nimeni, la nici 10 ani să martirizeze un asemenea eveniment, în plină ocupație austriacă. Tocmai secretizarea motivului strămutării și a pictării lui Horea, în timp ce este tras pe roată, a făcut ca biserica să fie sfințită abia în anul 2010.

## Imagini

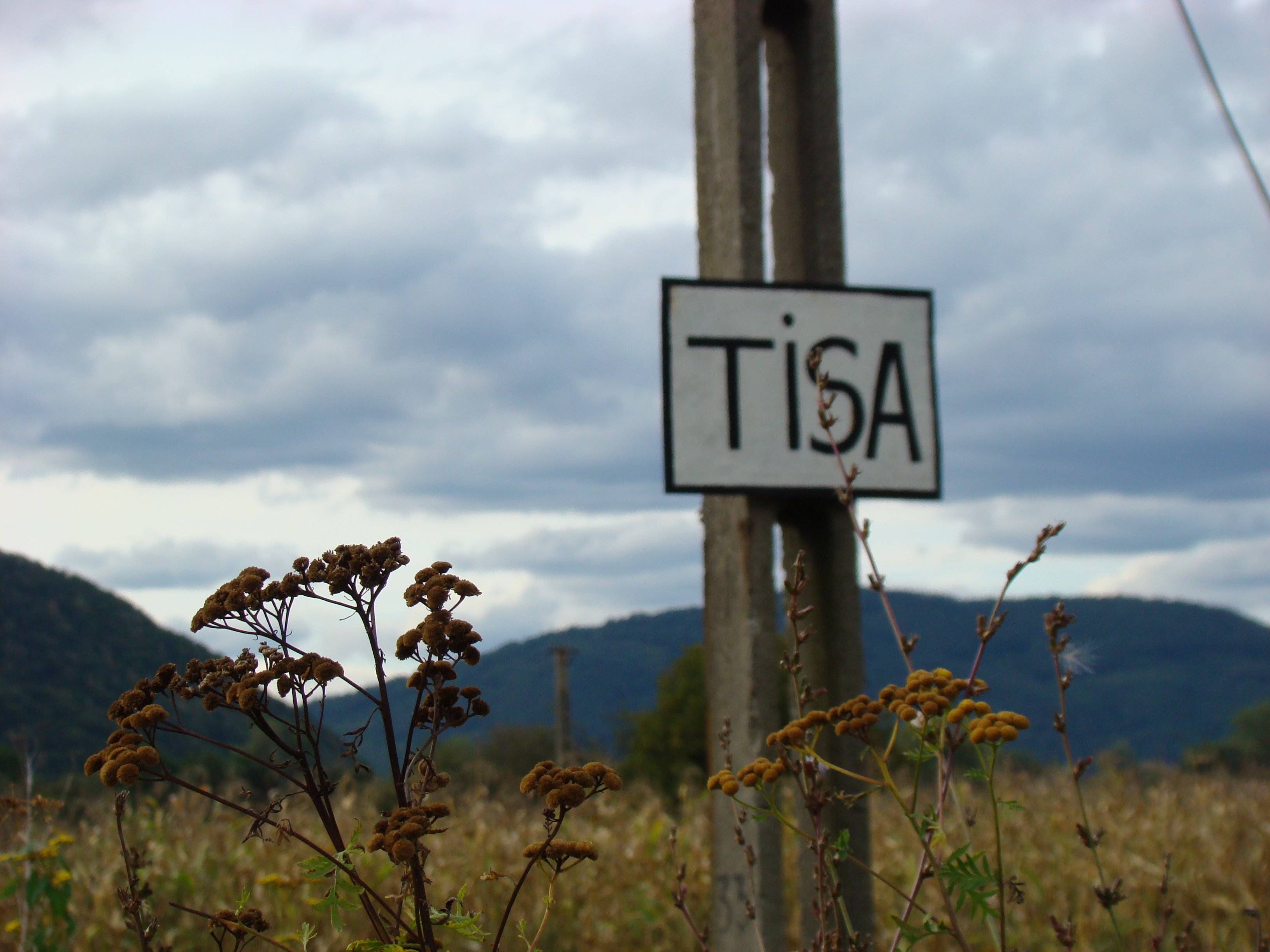
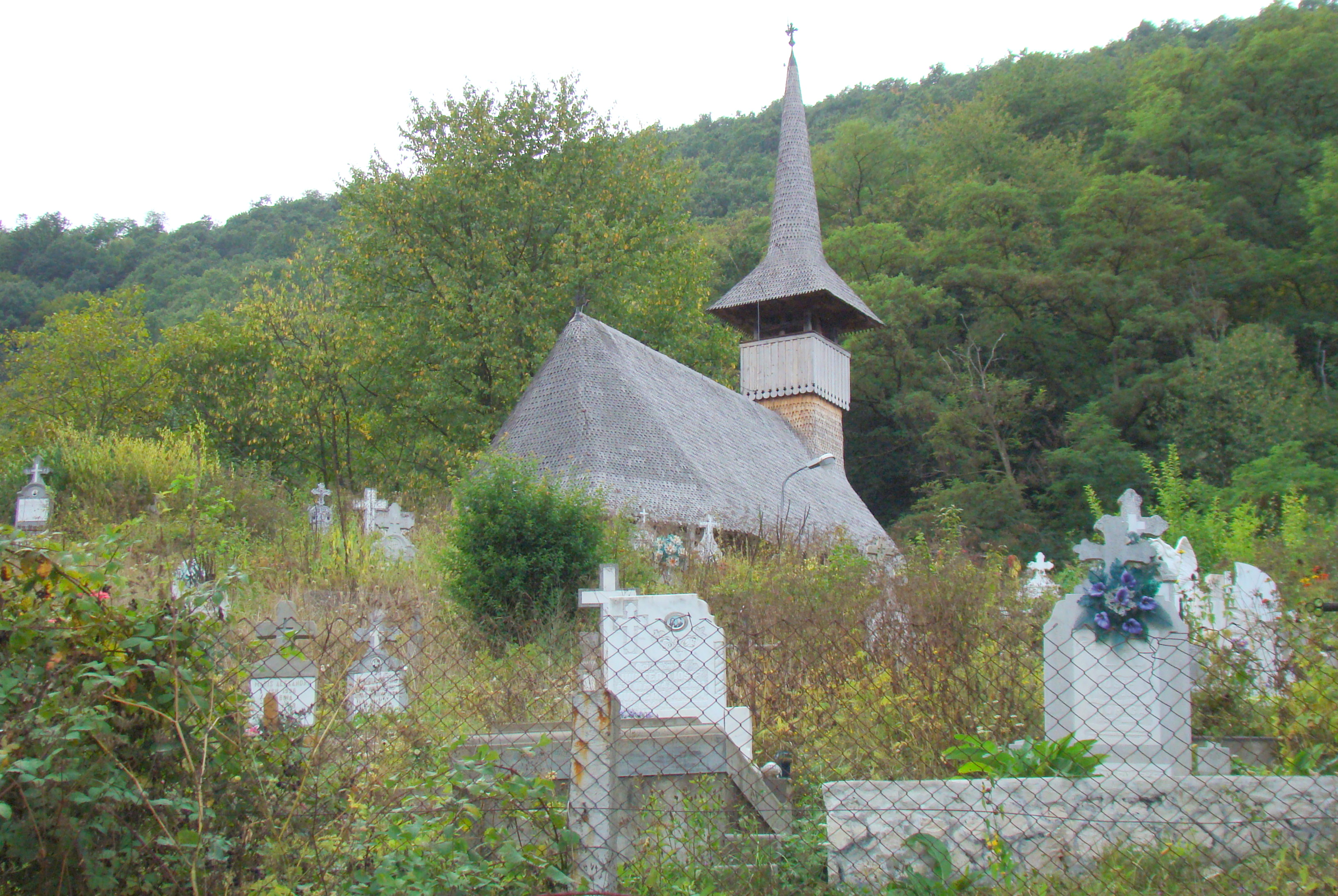
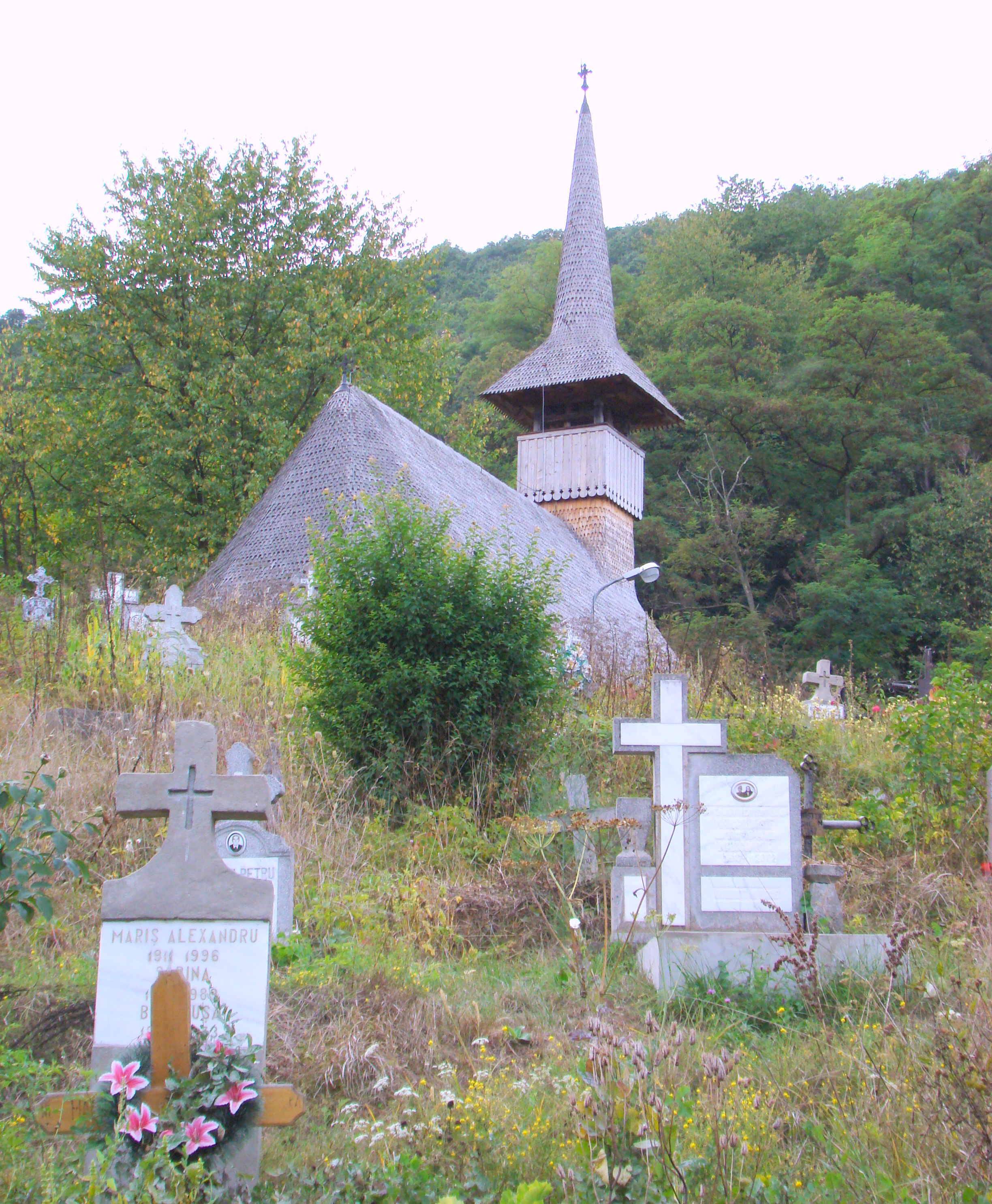
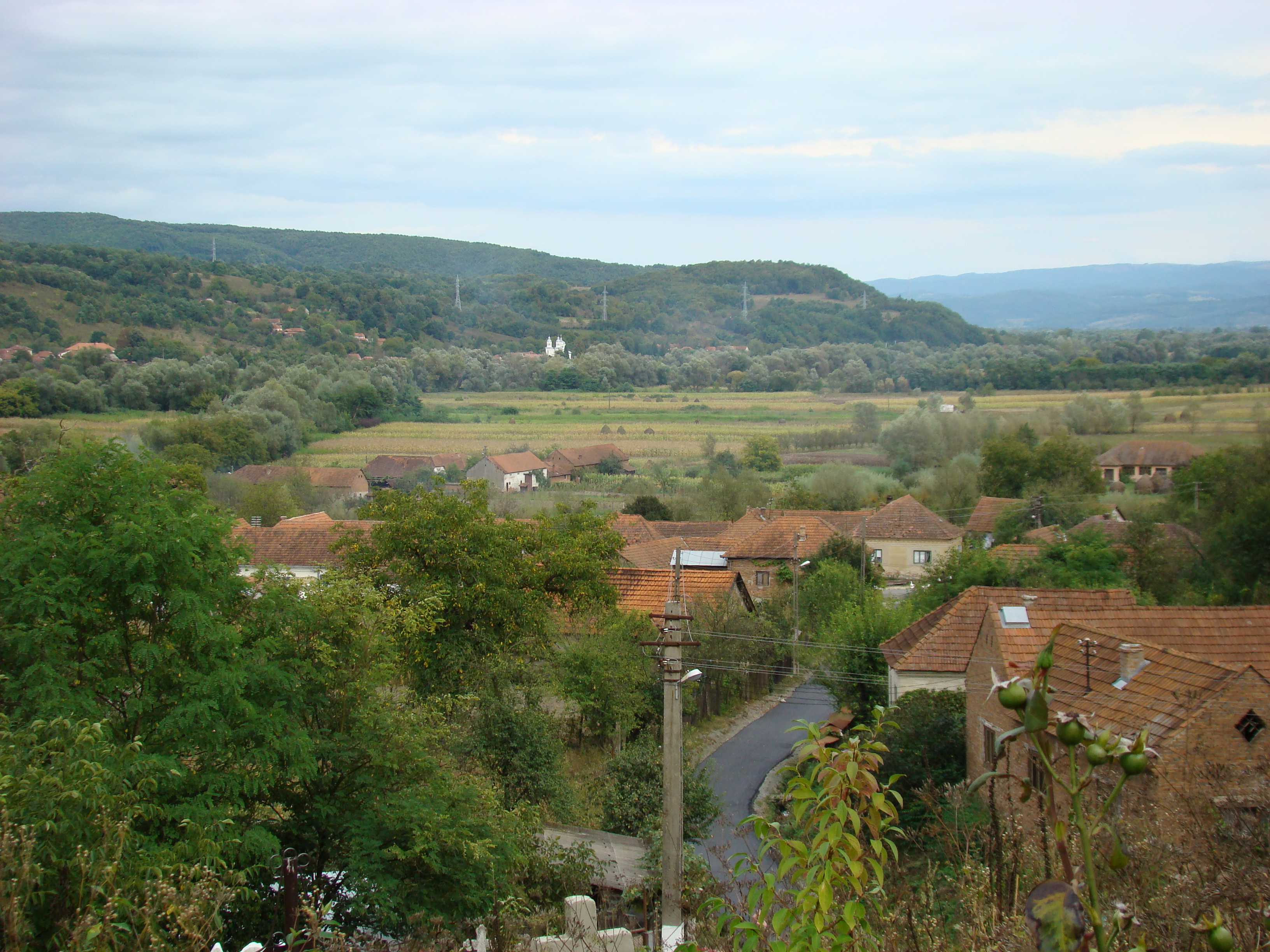
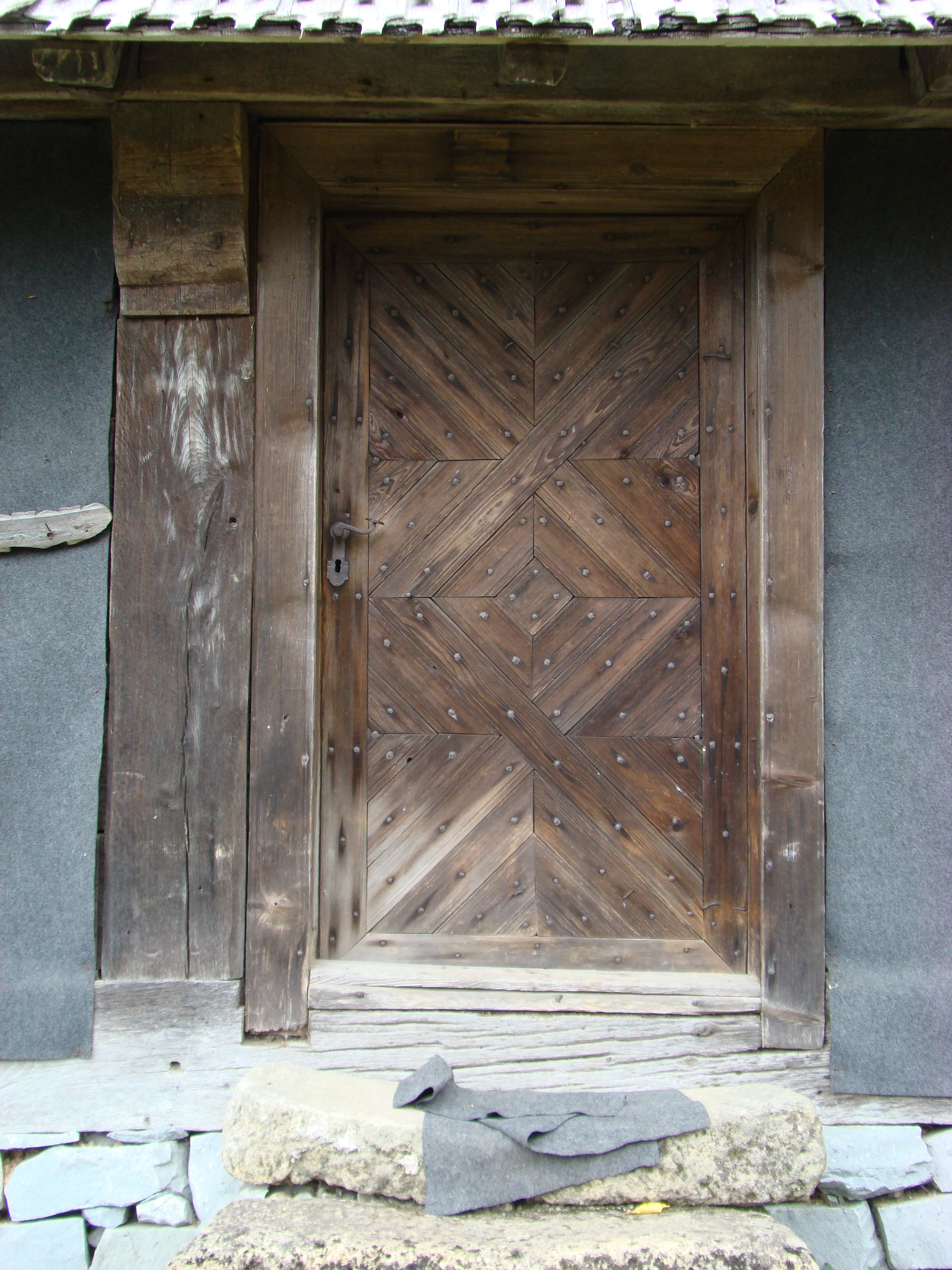
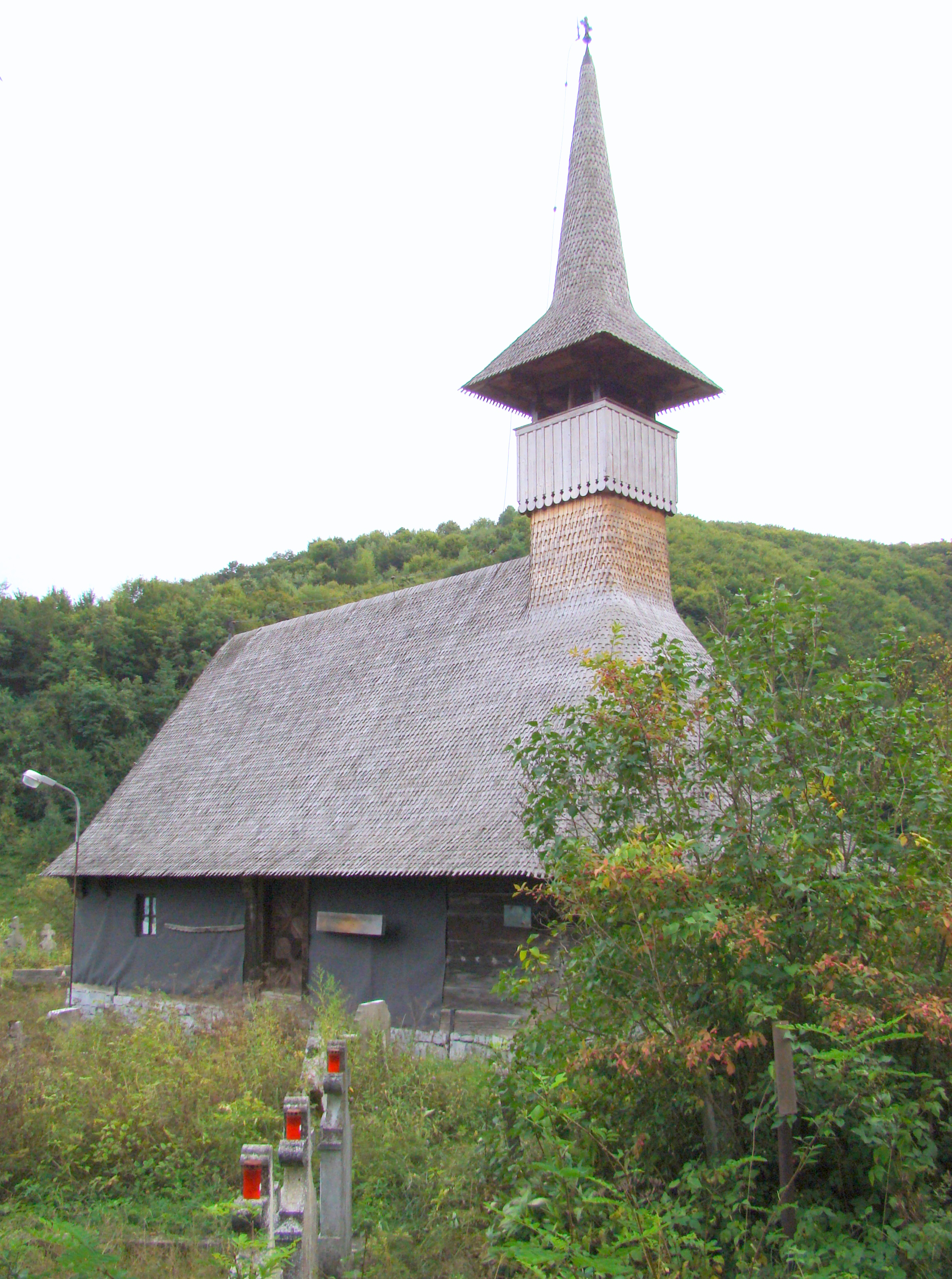
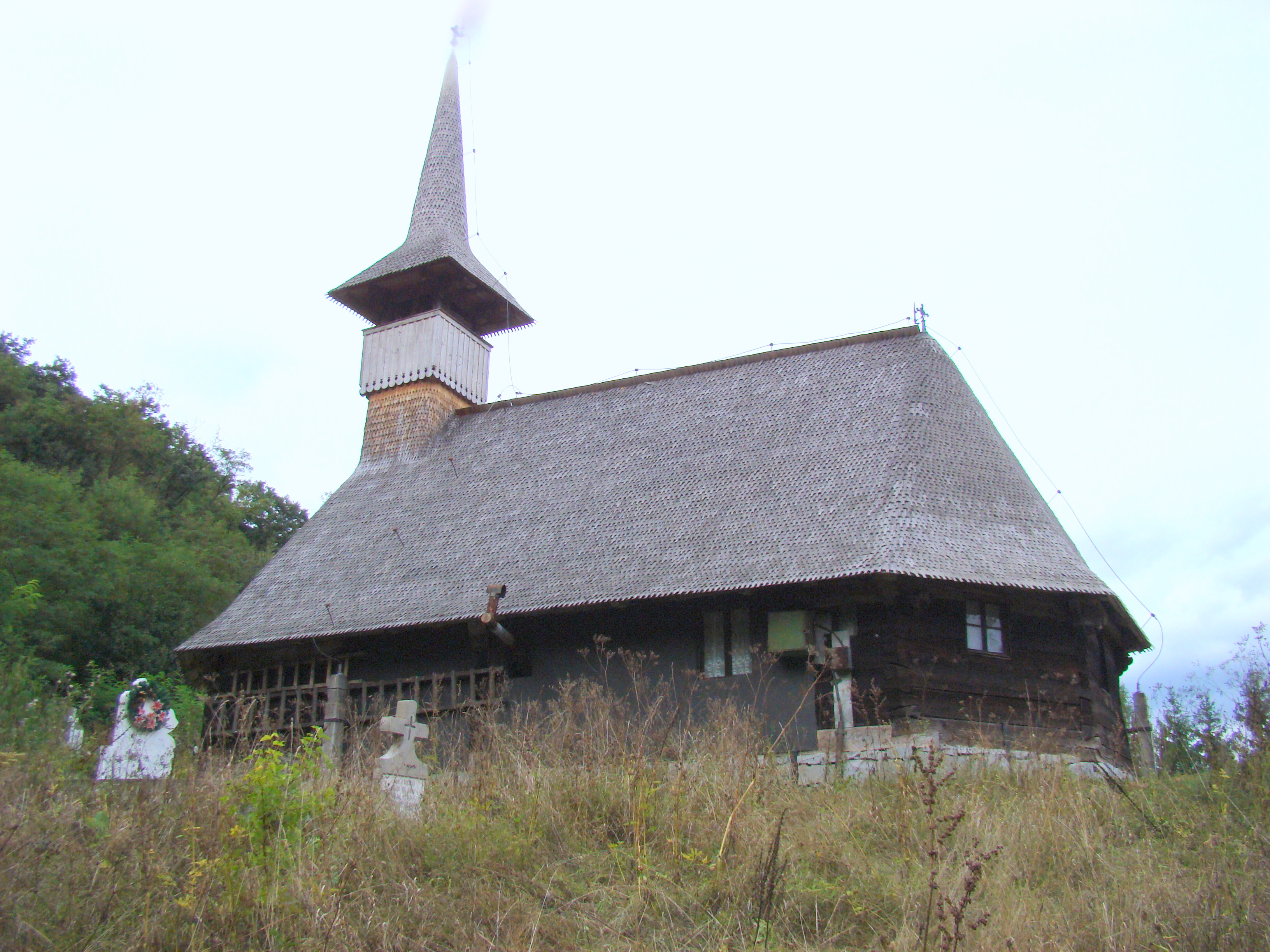
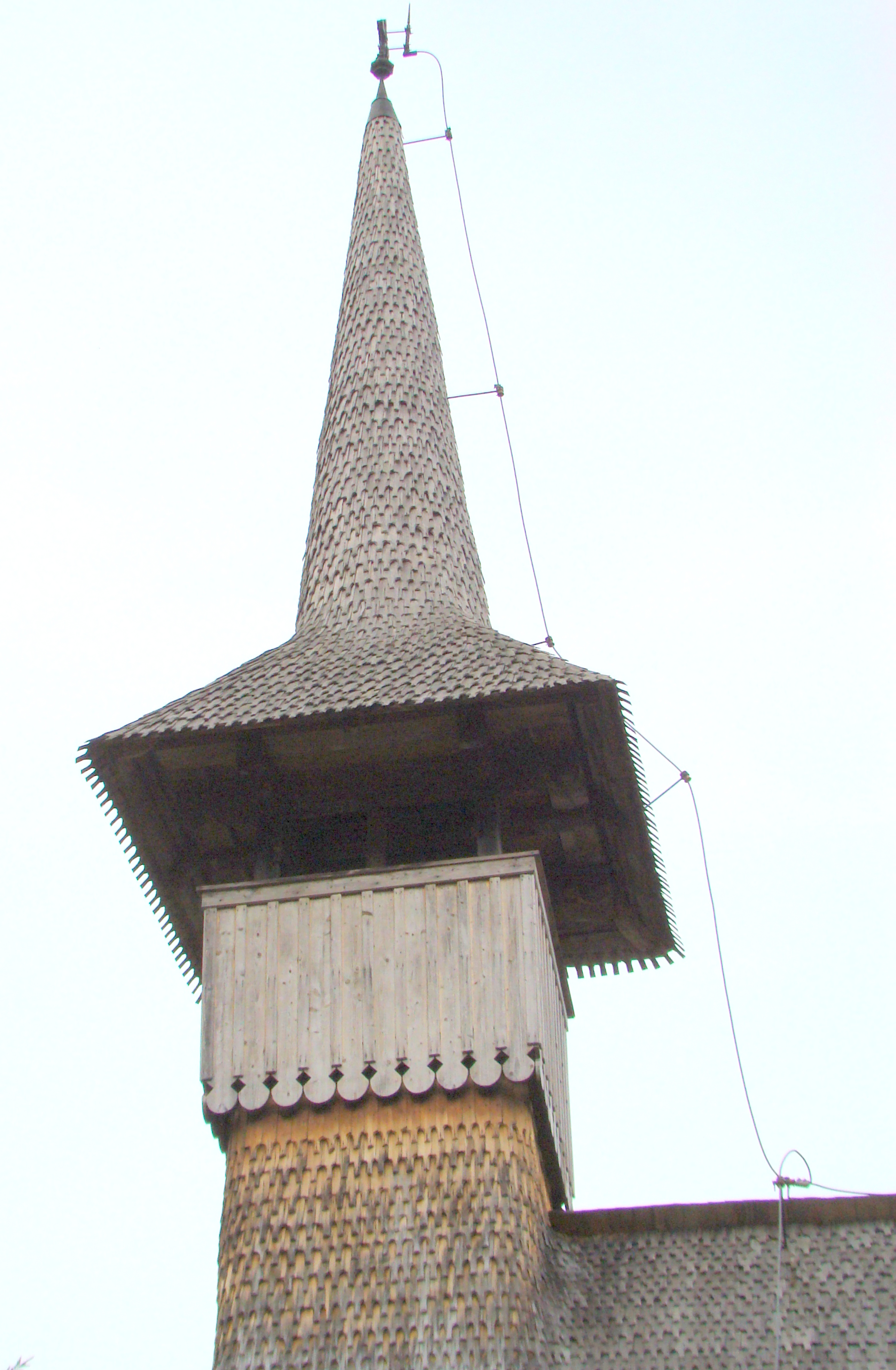
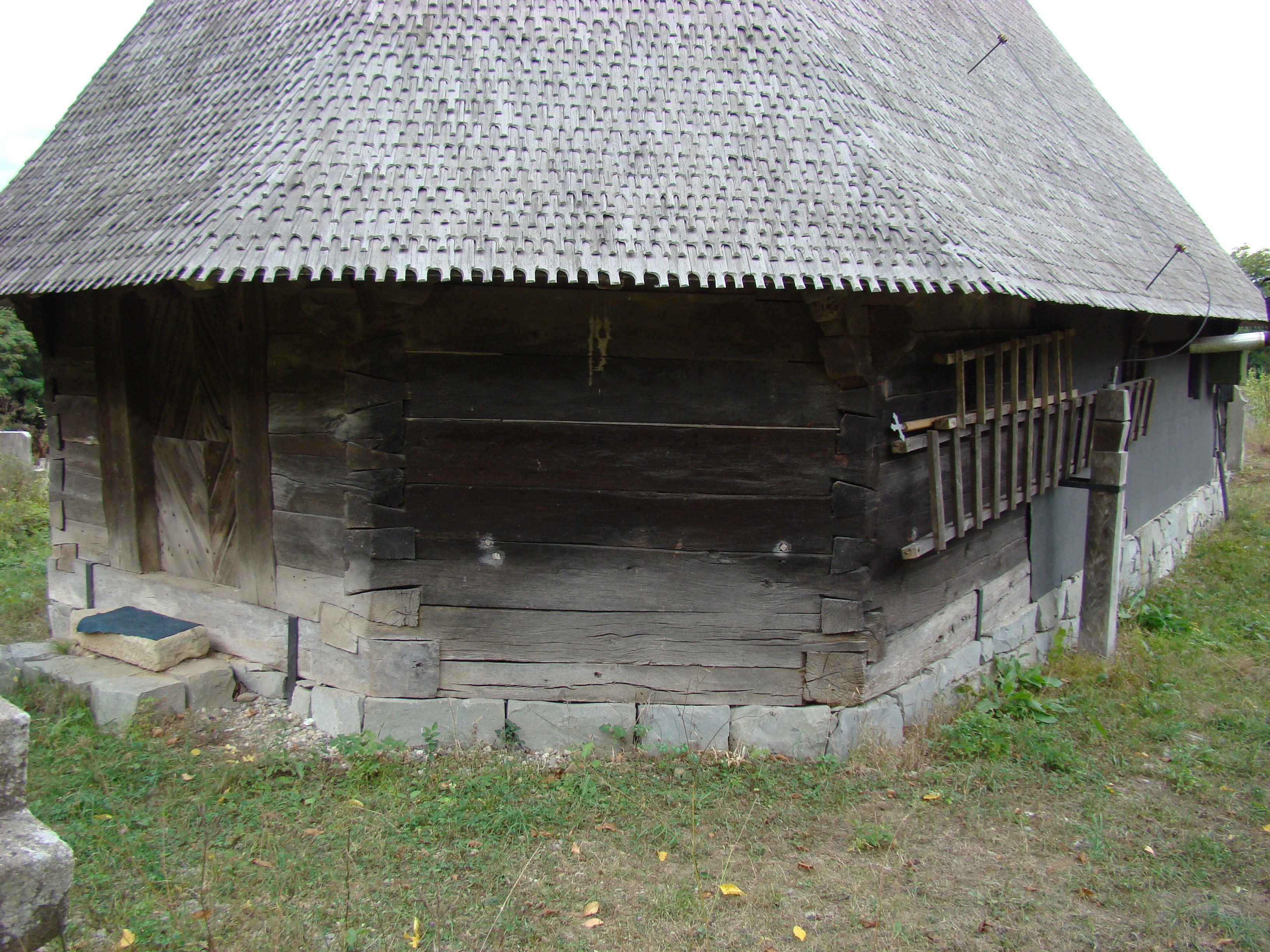
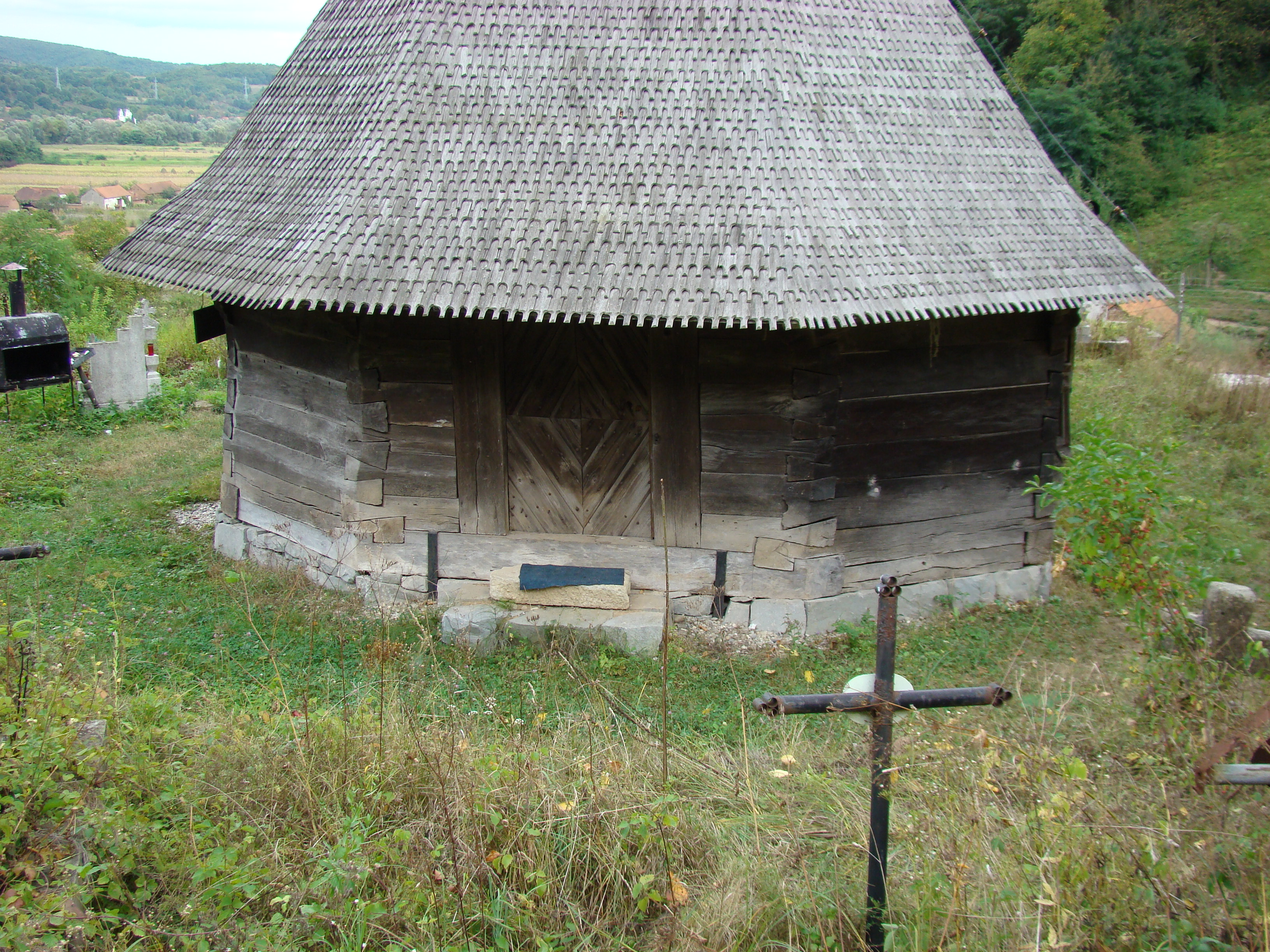
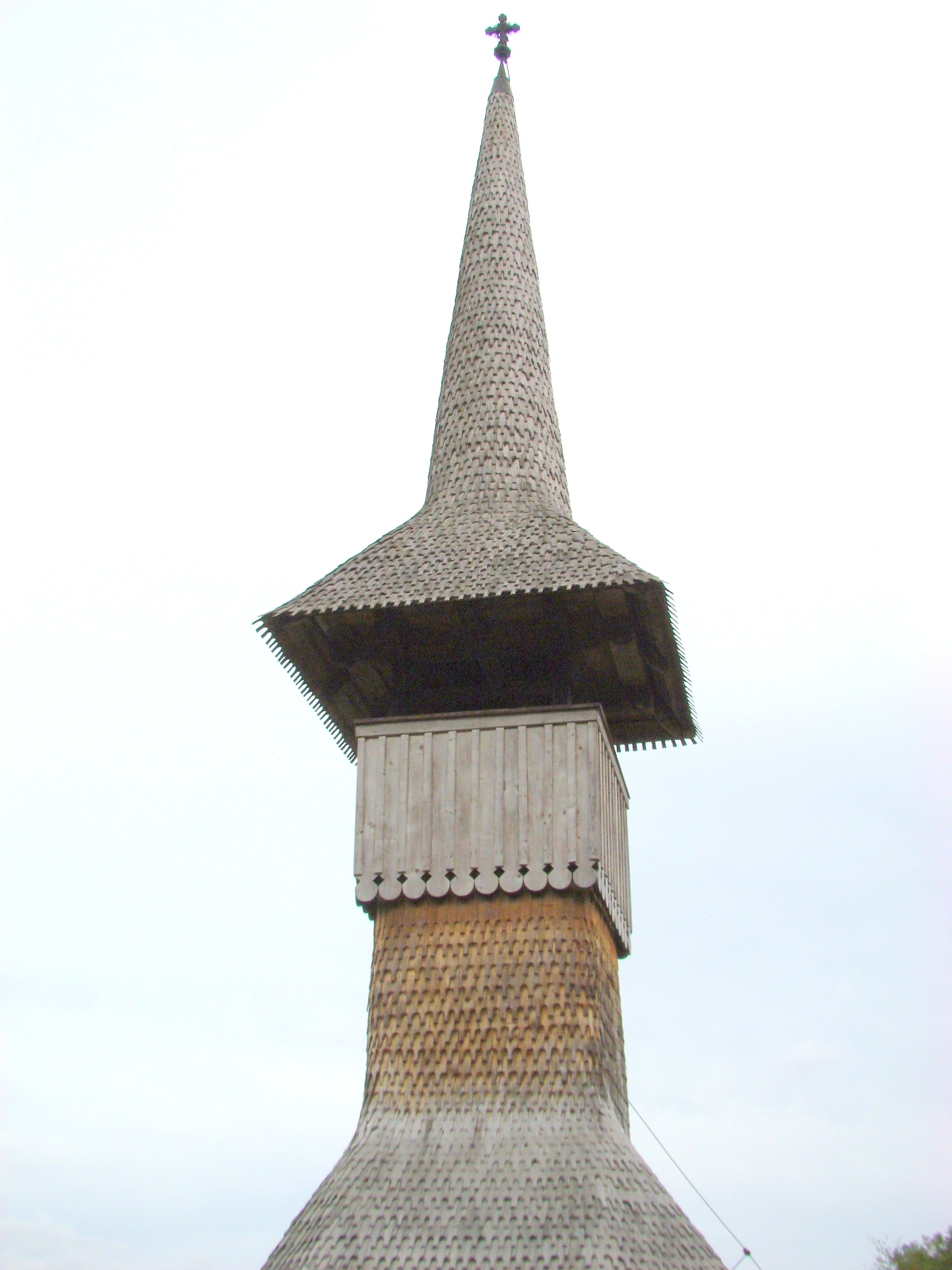
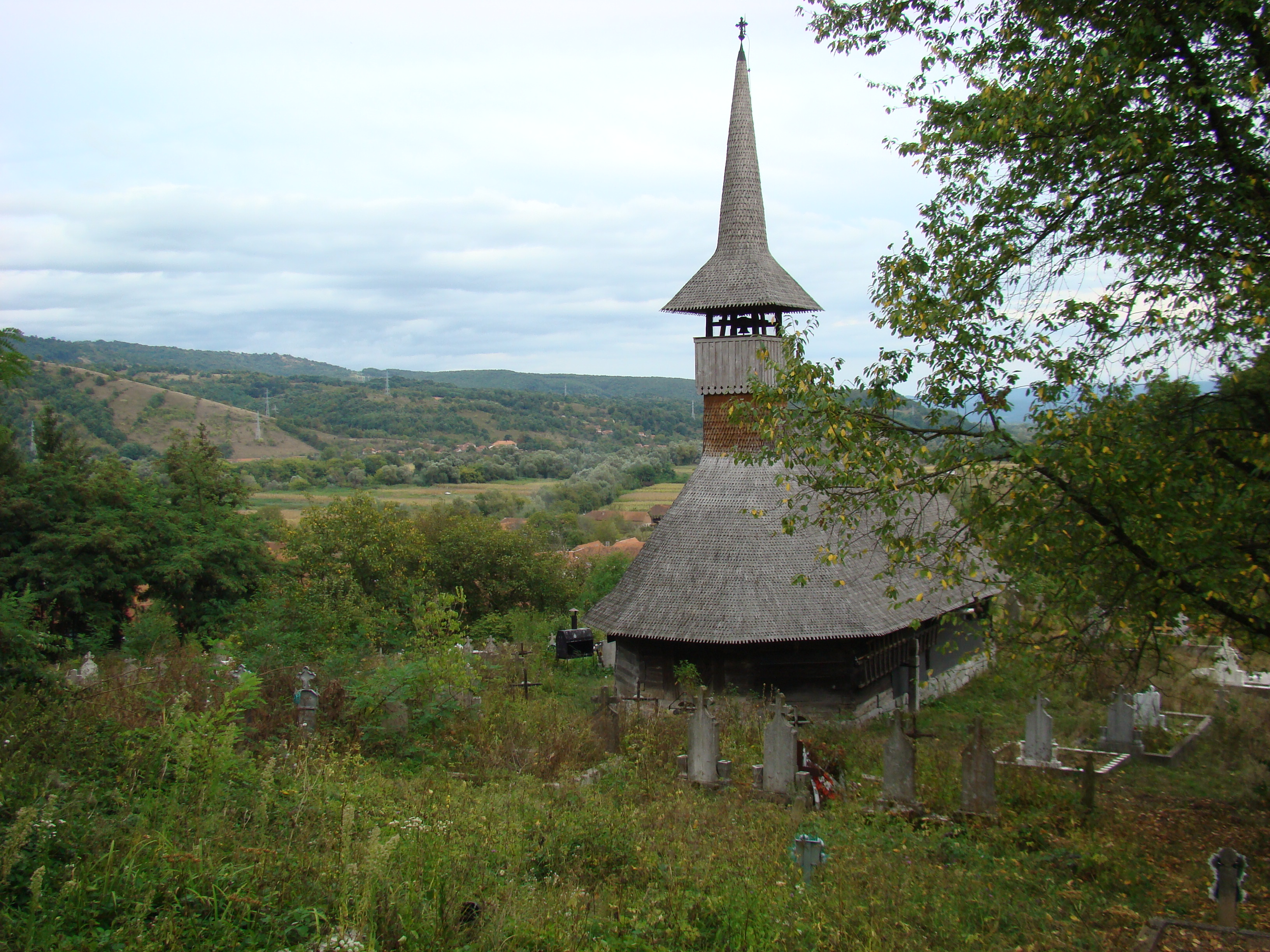
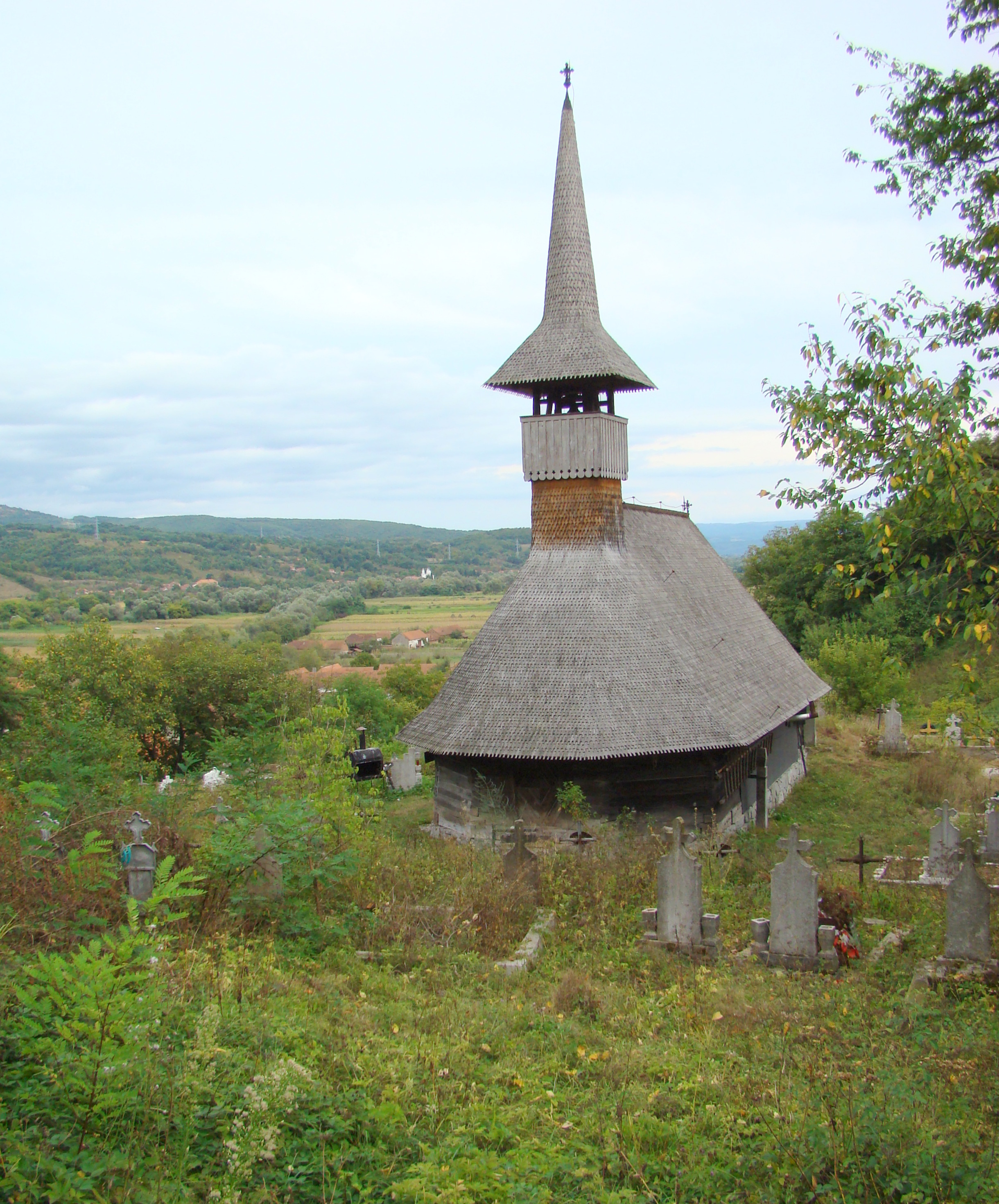
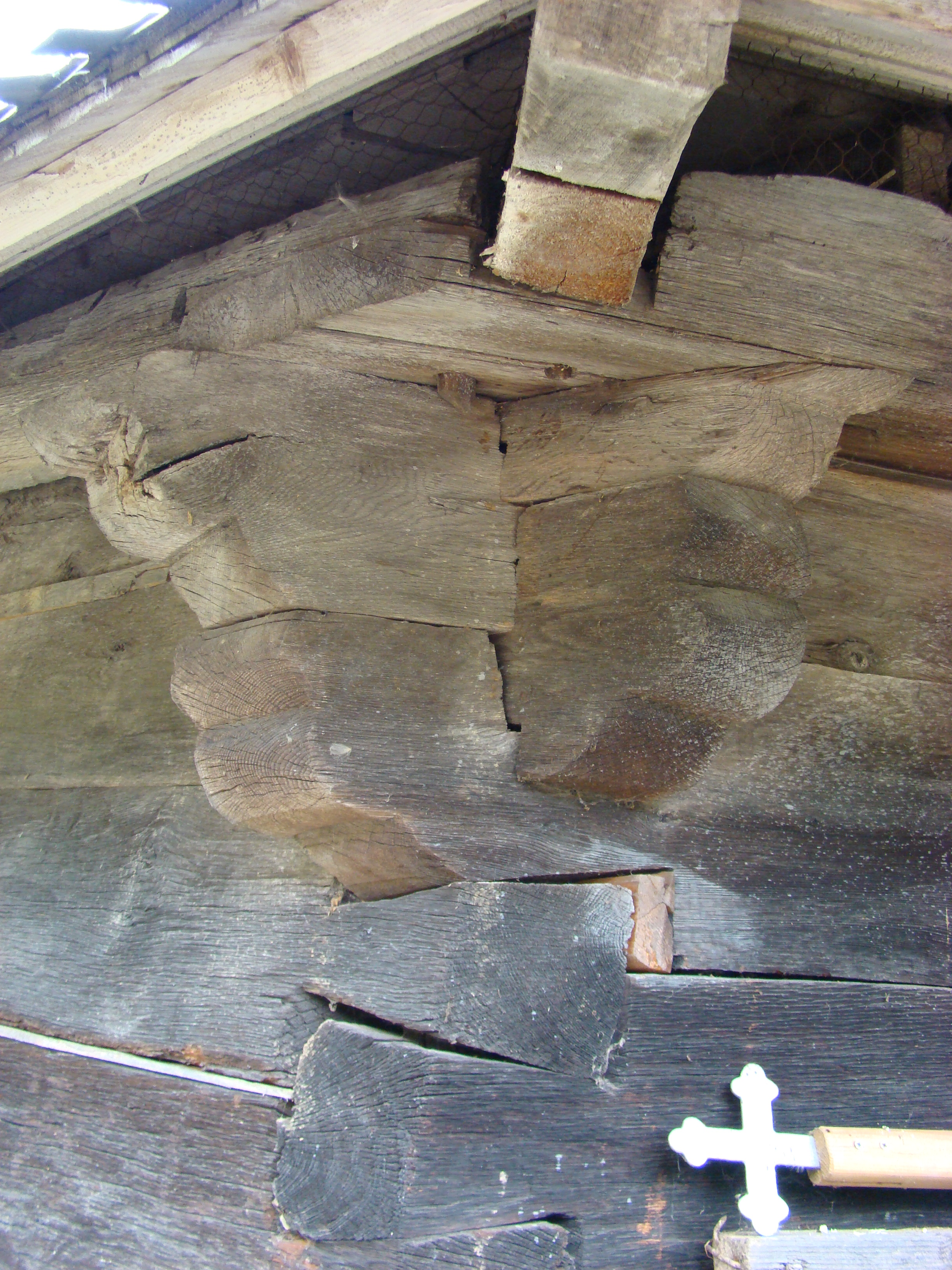
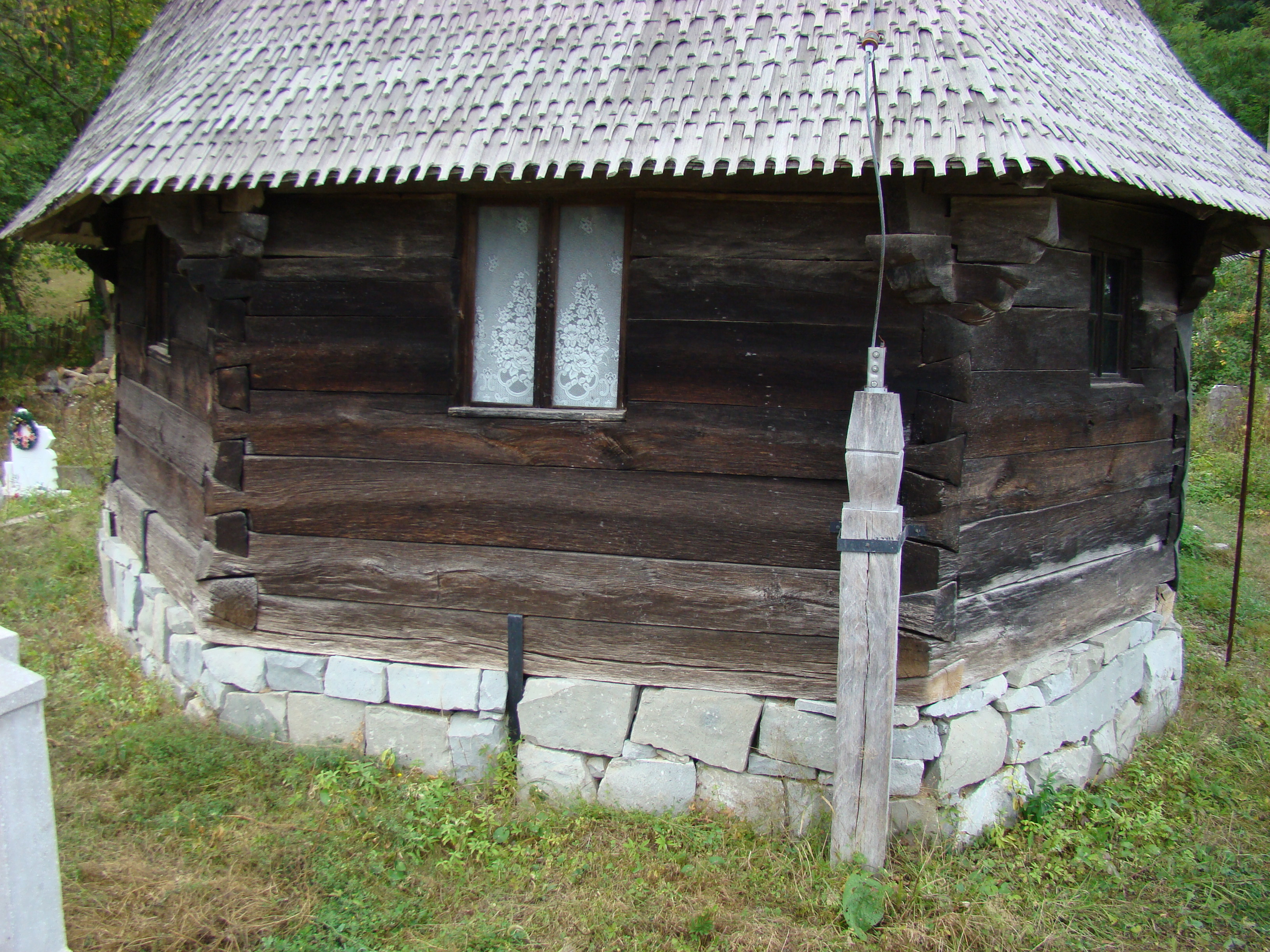
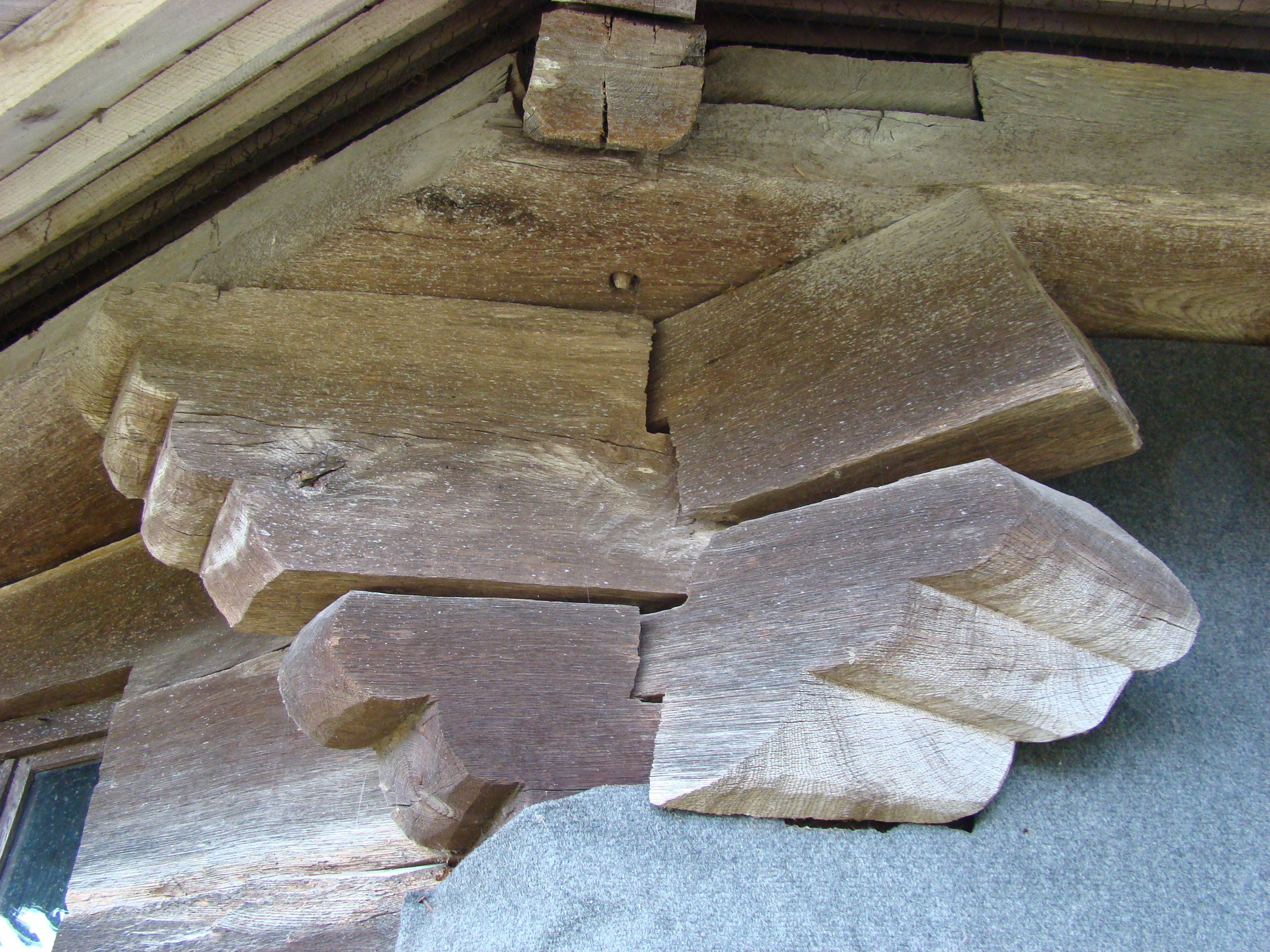
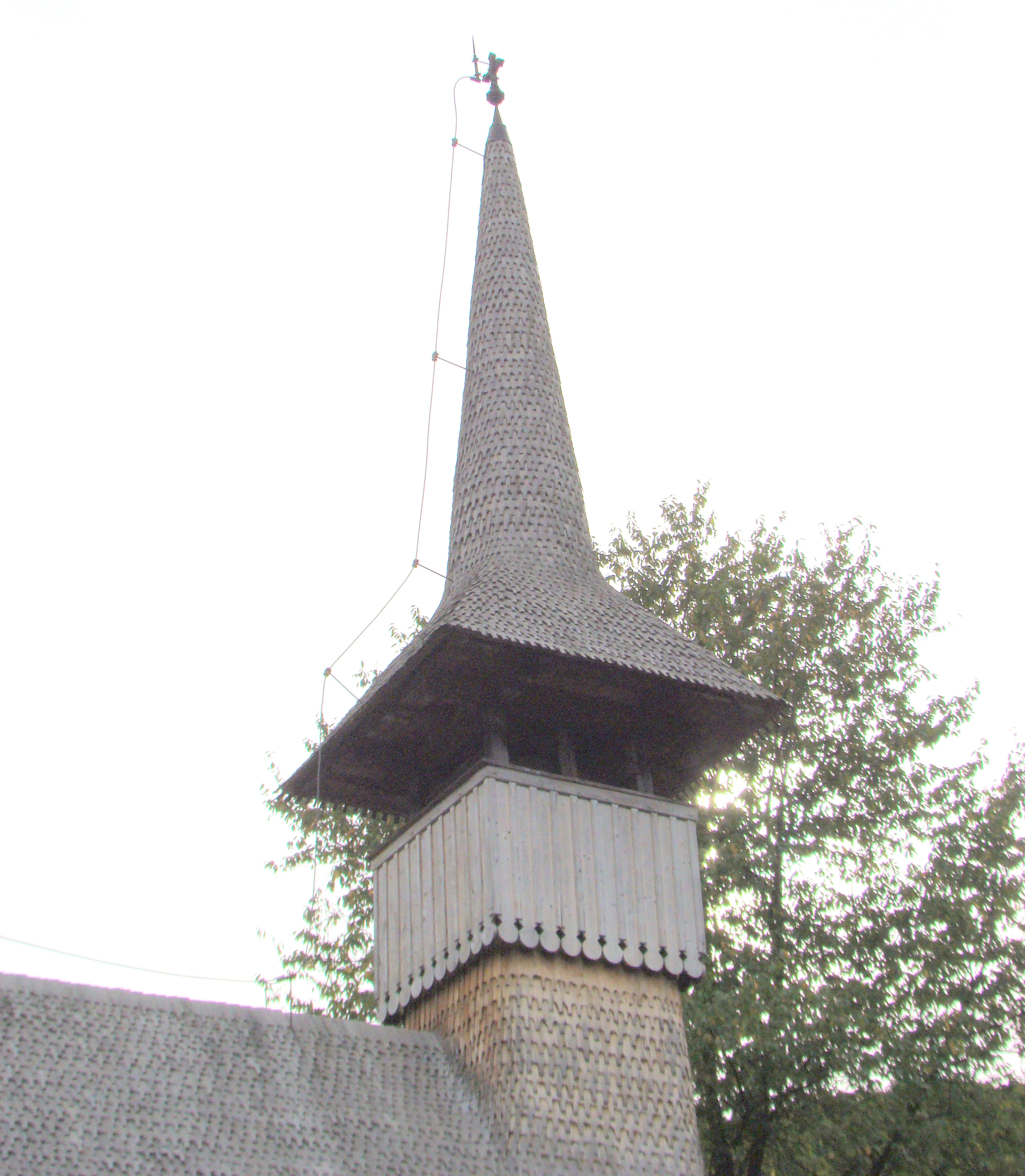
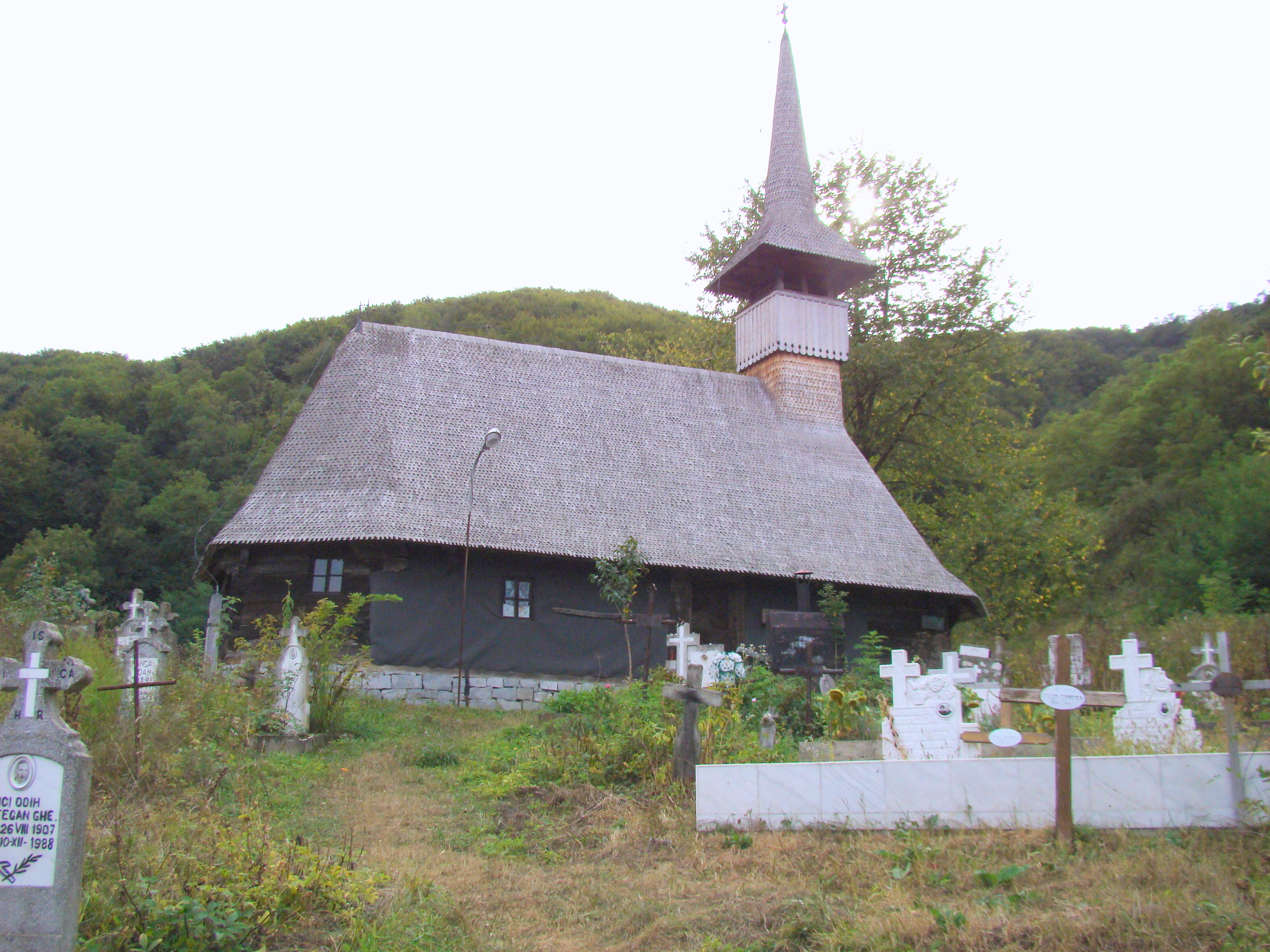
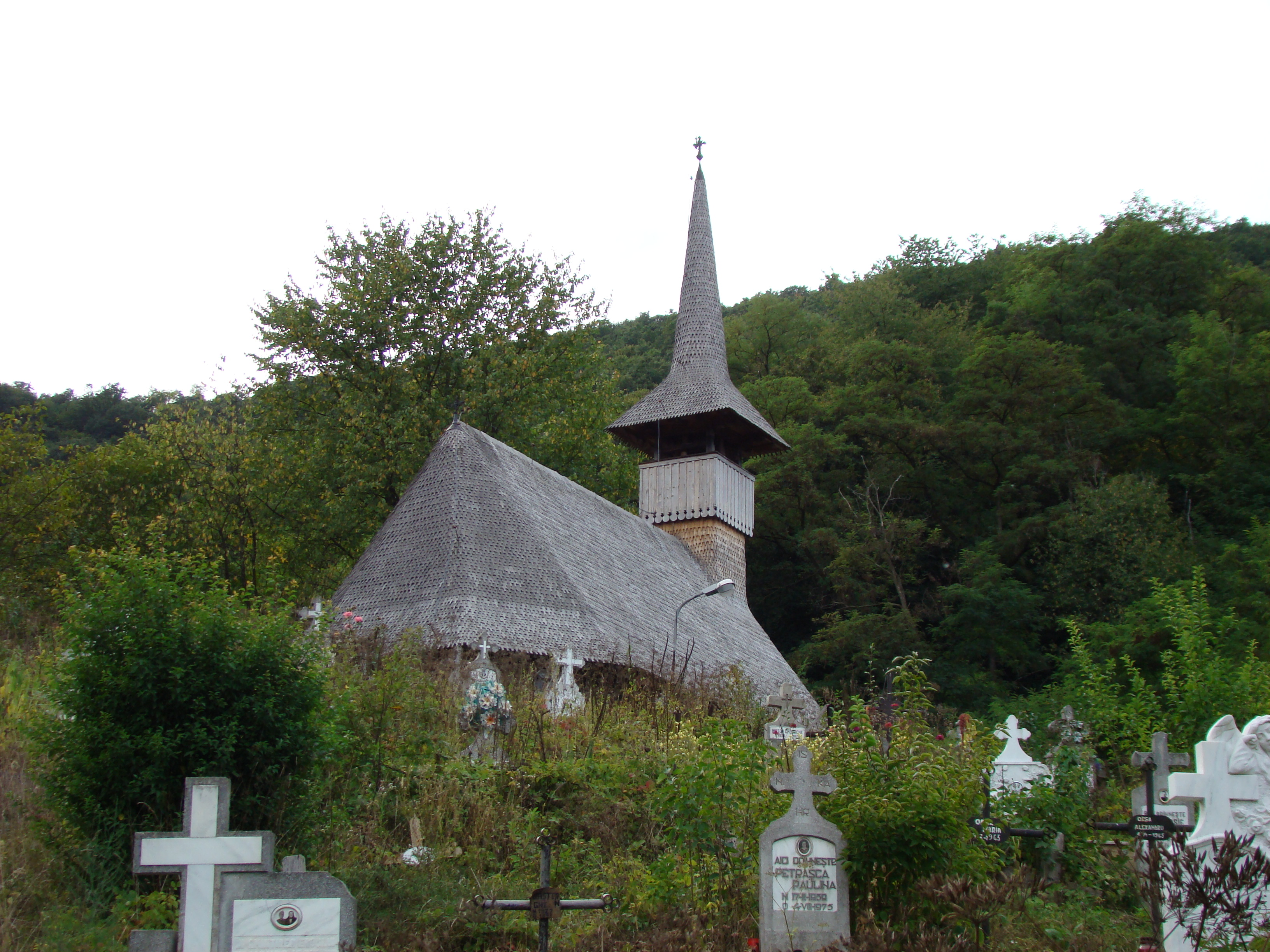